# Felix Luckeneder
Felix Luckeneder (Linz, 21 marzo 1994) è un calciatore austriaco, difensore del Wehen Wiesbaden.

## Caratteristiche tecniche
È un difensore centrale.

## Carriera
Cresciuto nel settore giovanile del LASK, ha esordito in prima squadra il 14 luglio 2017 disputando l'incontro di ÖFB-Cup vinto 7-0 contro lo Spittal/Drau.